# پیلونی (آپوریماک-کوسکو)
پیلونی (به اسپانیایی: Pilluni) یک کوه در پرو است که در استان آنتابامبا واقع شده‌است. پیلونی ۵٬۰۰۰ متر بالاتر از سطح دریا واقع شده‌است.